# Freispitze
Freispitze är en bergstopp i Österrike.   Den ligger i distriktet Landeck och förbundslandet Tyrolen, i den västra delen av landet, 500 km väster om huvudstaden Wien. Toppen på Freispitze är 2 884 meter över havet, eller 445 meter över den omgivande terrängen. Bredden vid basen är 5,1 km.
Terrängen runt Freispitze är huvudsakligen bergig. Närmaste större samhälle är Landeck, 12,3 km sydost om Freispitze. 
Trakten runt Freispitze består i huvudsak av gräsmarker. Runt Freispitze är det ganska glesbefolkat, med 27 invånare per kvadratkilometer.